# Champagne Pannier
Pannier is de naam van een champagnehuis dat in 1899 in Dizy bij Épernay werd gesticht door Louis Eugène Pannier. Zijn zoon kocht in 1937 grote middeleeuwse steengroeven ("carrières" of "crayeres") in Château-Thierry. De diep in de kalksteen uitgehouwen groeven zijn vanwege hun constante temperatuur zeer geschikt voor het laten rijpen van champagne.
Het huis Pannier werd 1974 door een groep wijnboeren gekocht. Zij verkopen sindsdien hun champagne onder de naam Pannier. De flessen rijpen in de diepe onderaardse gangen onder Château-Thierry. 

## De champagnes
- De Brut Sélection is de Brut Sans Année, het visitekaartje en de meest verkochte champagne van het huis Pannier. De jonge wijn van chardonnay, pinot meunier en pinot noir wordt vermengd met wijn van eerdere jaren uit de reserve van het huis. Zo kan een constante kwaliteit en een bepaalde stijl worden gegarandeerd.
- De Demi-Sec Séduction is een zoete champagne.
- De Extra-Brut Exact is een droge champagne.
- De Brut Rosé is een roséchampagne
- De Brut Millésime 2005 is een millésime wat wil zeggen dat alle gebruikte druiven van dezelfde oogst afkomstig zijn.
- De Brut Blanc de Noirs Cuvée Louis-Eugène Millésime 2006 is een blanc de noirs, een witte wijn van blauwe, de Fransman zegt "zwarte" druiven.
- De Brut Blanc de Blancs Millésime 2005 is een witte wijn van witte druiven. Hier koos men de chardonnay.
- De Égérie de Pannier Extra Brut Millésime 2000
- De Égérie de Pannier Rosé de Saignée is een roséchampagne waarvoor de dure en moeilijke saignéetechniek is gebruikt. Men heeft de druiven laten "bloeden".

## Andere producten
- De Rosé velours
- De Ratafia de Champagne